# Андрія Калуджерович
Андрія Калуджерович (серб. Андрија Калуђеровић / Andrija Kaluđerović, нар. 5 липня 1987, Бачка-Топола) — сербський футболіст, нападник клубу «Графичар» (Белград).
Виступав, зокрема, за клуб «Црвена Звезда», а також національну збірну Сербії.
Чемпіон Литви. Володар Кубка Литви.

## Клубна кар'єра
У дорослому футболі дебютував 2003 року виступами за команду ОФК (Белград), в якій провів один сезон, взявши участь в одному матчі чемпіонату. 
Згодом з 2004 по 2009 рік грав у складі команд «Мачва», ОФК (Белград), «Спартак» (Суботиця), «Раднички» (Пирот), ОФК (Белград) та «Рад».
Своєю грою за останню команду привернув увагу представників тренерського штабу клубу «Црвена Звезда», до складу якого приєднався 2009 року. Відіграв за белградську команду наступні два сезони своєї ігрової кар'єри. Більшість часу, проведеного у складі «Црвени Звезди», був основним гравцем атакувальної ланки команди. У складі «Црвени Звезди» був одним з головних бомбардирів команди, маючи середню результативність на рівні 0,44 гола за гру першості.
Протягом 2012—2024 років захищав кольори клубів «Бейцзін Гоань», «Расінг», «Воєводина», АЕЛ, «Тун», «Брисбен Роар», «Аш-Шаханія», «Рад», «Жальгіріс», «Порт», «Веллінгтон Фенікс», «Олімпія» (Любляна), «Делі Дайнамос», «Інтер» (Запрешич), РФШ, «Рад», «Жальгіріс», «Рад», «Пролетер», «Насаф», «Пролетер», «Графичар» (Белград) та ОФК (Белград).
До складу клубу «Графичар» (Белград) приєднався 2024 року. 

## Виступи за збірні
Протягом 2008–2010 років залучався до складу молодіжної збірної Сербії. На молодіжному рівні зіграв у 2 офіційних матчах.
У 2010 році дебютував в офіційних матчах у складі національної збірної Сербії.
| Дата       | Місто                | Господарі | Результат | Гості  | Турнір           | Голи | Примітки |
| ---------- | -------------------- | --------- | --------- | ------ | ---------------- | ---- | -------- |
| 7-4-2010   | Осака                | Японія    | 0 – 3     | Сербія | товариський матч | -    | 78'      |
| 12-11-2011 | Сантьяго-де-Керетаро | Мексика   | 2 – 0     | Сербія | товариський матч | -    | 79'      |
| 15-11-2011 | Сан-Педро-Сула       | Гондурас  | 2 – 0     | Сербія | товариський матч | -    | 57'      |
| Усього     |                      | Матчів    | 3         |        | Голів            | 0    |          |

## Титули і досягнення

### Командні
- Чемпіон Литви (1):

«Жальгіріс»: 2016
- Володар Кубка Литви (1):

«Жальгіріс»: 2016

### Особисті
- Кращий бомбардир Чемпіонату Сербії: 2010-2011 (13 м'ячів, разом з Івіцою Ілієвим)
- Кращий бомбардир Чемпіонату Литви: 2016 (20 м'ячів)